# Antônio Carlos Altieri
Mons. Antônio Carlos Altieri, S.D.B. (* 18. října 1951, São Paulo) je brazilský římskokatolický duchovní, salesián a emeritní arcibiskup Passo Fundo.

## Život
Narodil se 18. října 1951 v São Paulu.
Po střední škole na salesiánské koleji v rodném městě byl přijat na lékařskou fakultu. O několik měsíců později se rozhodl odejít a vstoupit do salesiánského semináře. Dne 31. června 1971[chyba!] složil své časné řeholní sliby a 29. července 1974 sliby věčné. Filosofické vzdělávání získal na salesiánské fakultě v Loreně a teologické na Institutu teologie Pia XI. v São Paulu. Následně studoval pedagogiku na Papežské salesiánské univerzitě v Římě. Dne 17. prosince 1978 byl biskupem Lucianem Pedrem Mendes de Almeida vysvěcen na kněze.
Po vysvěcení působil na salesiánské fakultě v Loreně. Od roku 1982 byl farním vikářem a pastoračním koordinátorem v rodném městě. Poté se vrátil zpět na fakultu. Roku 2000 se stal představeným komunity studentů Papežské salesiánské univerzity.
Dne 26. července 2006 jej papež Benedikt XVI. jmenoval biskupem Caraguatatuby. Biskupské svěcení přijal 28. října z rukou kardinála Geralda Majelly Agnela a spolusvětiteli byli biskup Fernando Mason a biskup Eduardo Pinheiro da Silva.
Dne 11. července 2012 byl převeden do úřadu metropolitního arcibiskupa Passo Fundo. Dne 15. července 2015 přijal papež František jeho rezignaci.